# Alaska Highway

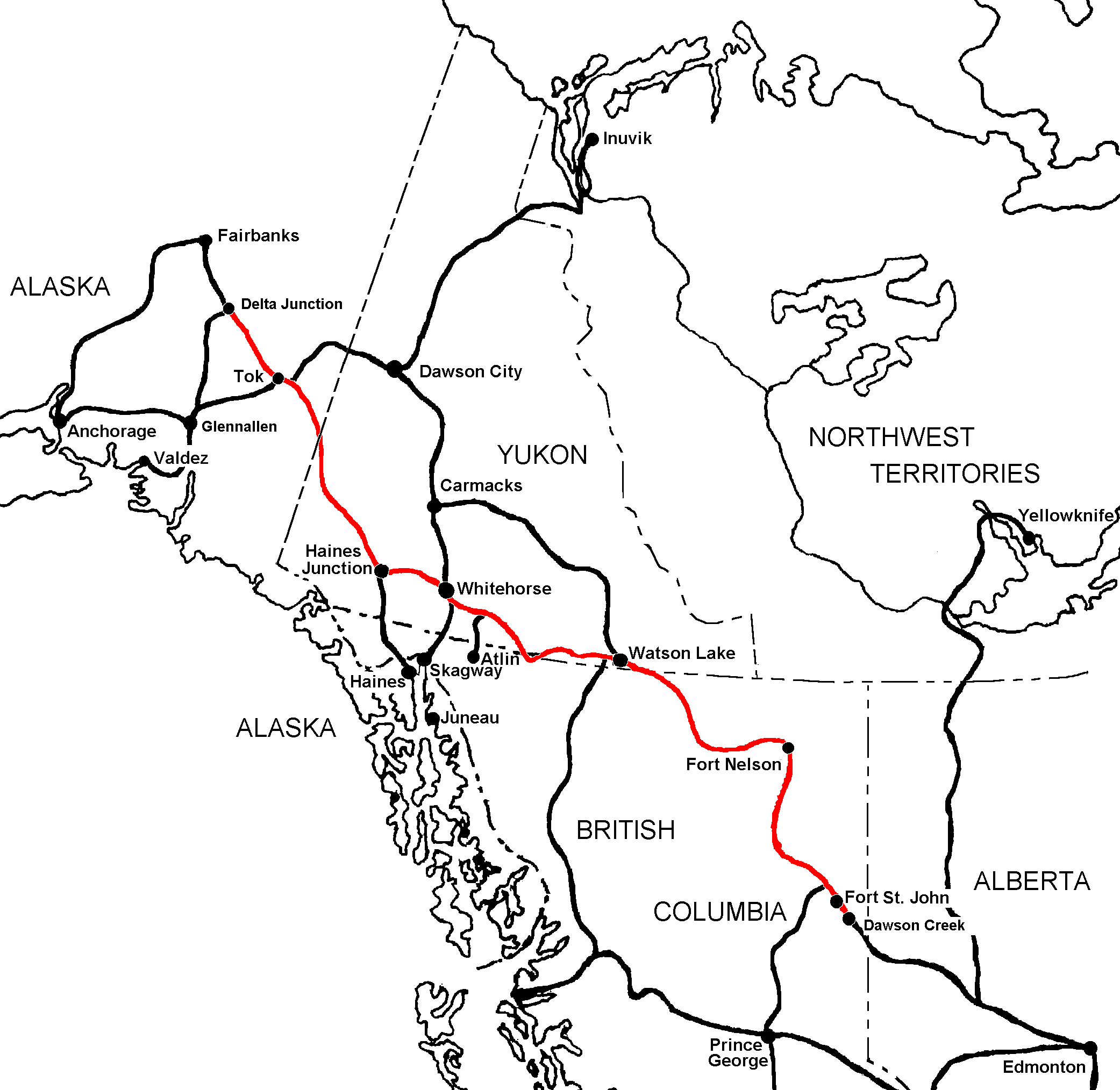
kaart met Alaska Highway (in rood)

De Alaska Highway is de snelweg tussen Dawson Creek (Brits-Columbia, Canada) en Delta Junction (Alaska, Verenigde Staten). Deze weg is 2.237 km lang.
De weg werd in 1942 aangelegd om Alaska vanuit de Zuidelijke Verenigde Staten over de weg te kunnen bereiken. Er waren al langer plannen van de Amerikaanse overheid om dit te realiseren (in 1930 al door president Herbert Hoover), maar door het bombardement op Pearl Harbor in december 1941 werden deze plannen actueel en vanuit militair oogpunt zeer urgent.
Met de aanleg van de Alcan (de militaire naam voor deze weg) werd op 9 maart 1942 begonnen en acht maanden later, op 25 oktober 1942, was de weg klaar. Op het hoogtepunt van de werkzaamheden waren er ongeveer 10.000 Amerikaanse soldaten bij de aanleg betrokken. De Alaska Highway kreeg haar huidige naam in 1948 en werd toen opengesteld voor civiel gebruik.

## Eerdere plannen
Voor met de aanleg van de Alaska Highway werd begonnen, waren al eerder plannen gemaakt voor de bouw van een landverbinding naar Alaska. F.H. Harriman, een bouwer van spoorwegen, lanceerde aan het begin van de 20e eeuw een plan om een spoorlijn te bouwen van Canada, via Alaska en de Beringstraat naar Rusland. Deze plannen verdwenen in de koelkast na de Russische nederlaag in de Russisch-Japanse Oorlog. In 2007 werden vergelijkbare plannen bekendgemaakt voor een verbinding tussen beide werelddelen, de tunnel onder de Beringstraat. In 1928 deed een Amerikaanse ingenieur, Donald MacDonald, een voorstel voor een weg naar Alaska. De weg kreeg vooral een militaire functie, maar de regering gaf hieraan geen prioriteit en wilde dus ook geen geld vrijmaken voor de aanleg. In 1933 gaf het Amerikaans Congres wel toestemming om samen met Canada een vergelijkbaar plan uit te werken, maar deze gezamenlijke commissie realiseerde nauwelijks enige vooruitgang.

## Strategische overwegingen
Aan het begin van de Tweede Wereldoorlog beschikte Alaska nauwelijks over een wegennet. De belangrijkste route lag tussen de havenstad Valdez naar het centraal gelegen Fairbanks, een afstand van circa 600 kilometer. De meeste inwoners van Alaska en de belangrijkste economische activiteiten bevonden zich langs de kust, waardoor schepen het belangrijkste vervoermiddel waren. Voor de aanvoer van militair materieel vertrouwde het Amerikaanse leger ook op de scheepvaart. Eerdere plannen voor een wegverbinding werden derhalve afgewezen.
Na de aanval op Pearl Harbor in december 1941 veranderde de strategische situatie. De Amerikaanse vloot was grotendeels vernietigd en kon niet meer voldoende bescherming bieden aan het scheepvaartverkeer tussen de zuidelijke staten van de Verenigde Staten en Alaska. Verder werd een reeks van vliegvelden in Noordwest-Canada aangelegd voor de levering van vliegtuigen aan de Sovjet-Unie in het kader van de Lend-Lease Act. De levering van andere militair materieel aan het Rode leger via Alaska werd ook voor mogelijk gehouden. Ten slotte lag Alaska relatief dicht bij Japan en was een mogelijk militair doelwit. Om deze vier redenen werd een wegverbinding noodzakelijk geacht. Op 11 februari 1942 gaf President Roosevelt zijn goedkeuring en met de aanleg werd in het voorjaar van 1942 gestart.

## De aanleg

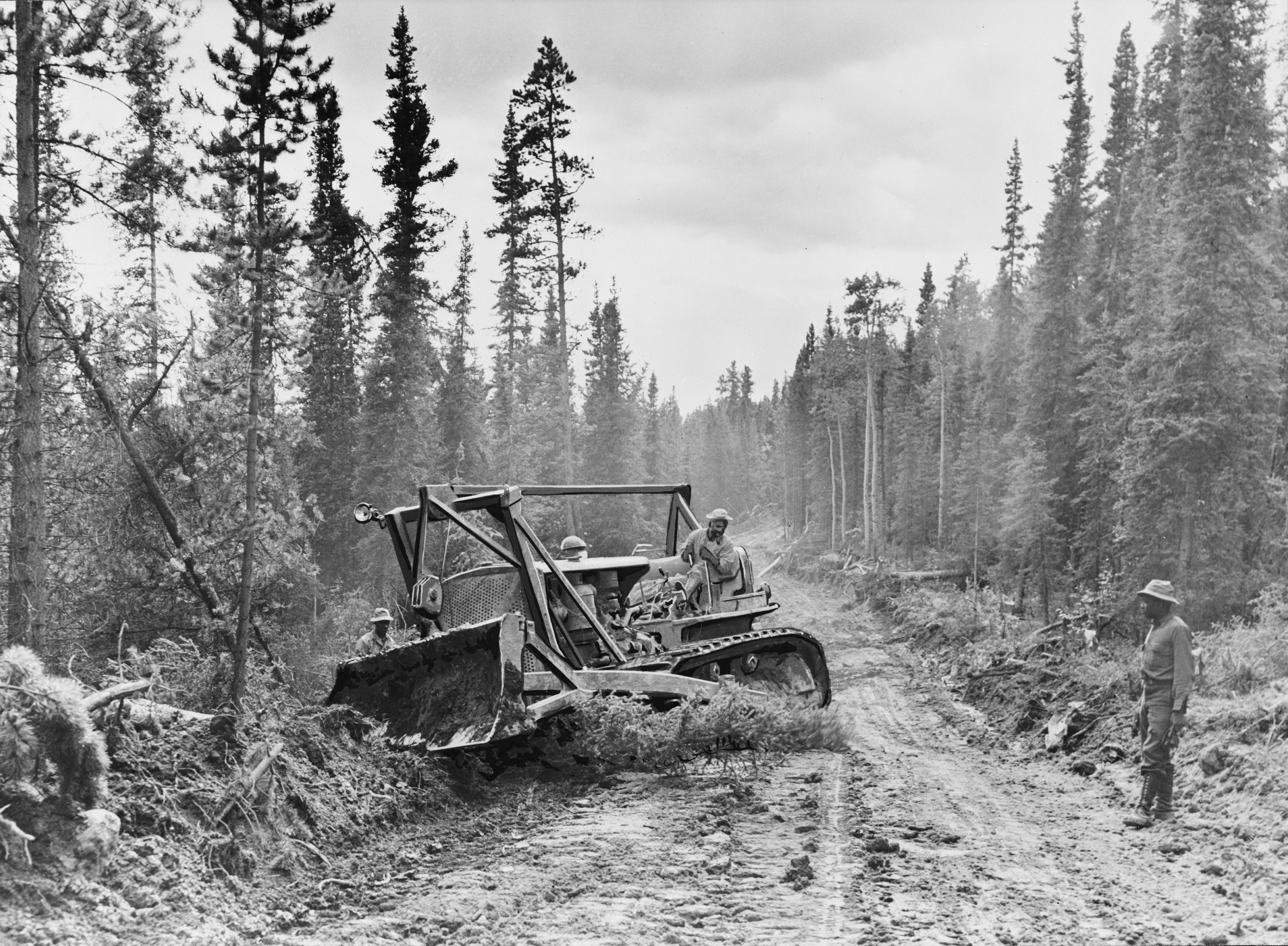
Werk aan de Alaska Highway

Het Amerikaanse leger was de hoofduitvoerder bijgestaan door civiele organisaties. Van drie punten langs de route werden de bouwactiviteiten gestart; vanuit Dawson Creek naar het noordwesten, vanuit Whitehorse, naar het zuidoosten en noordwesten en ten slotte vanuit Delta Junction naar het zuidoosten. Whitehorse had een spoorwegverbinding met de havenstad Skagway, de White Pass & Yukon Railroad, waarover materieel voor de aanleg van de weg aangevoerd kon worden. Circa 10.000 militairen waren bij de aanleg van de weg betrokken. Op 25 oktober 1942 was de provisorische weg klaar. Het was een lange, gevaarlijke en moeilijke route, in de winter ijzige kou en gladde wegen en in het voorjaar was de weg onbruikbaar door de dooi. Langs de hele route waren plaatsen aangelegd waar chauffeurs konden eten en rusten en onderhoud aan de vrachtwagens mogelijk was. Aan de weg werd ondertussen verder gewerkt door civiele aannemers; tijdelijke bruggen werden vervangen door permanente verbindingen, de weg werd verbreed en van een betere wegverharding voorzien waardoor deze het hele jaar gebruikt kon worden. In oktober 1943 waren ook deze werkzaamheden gereed.

## Gebruik van de weg

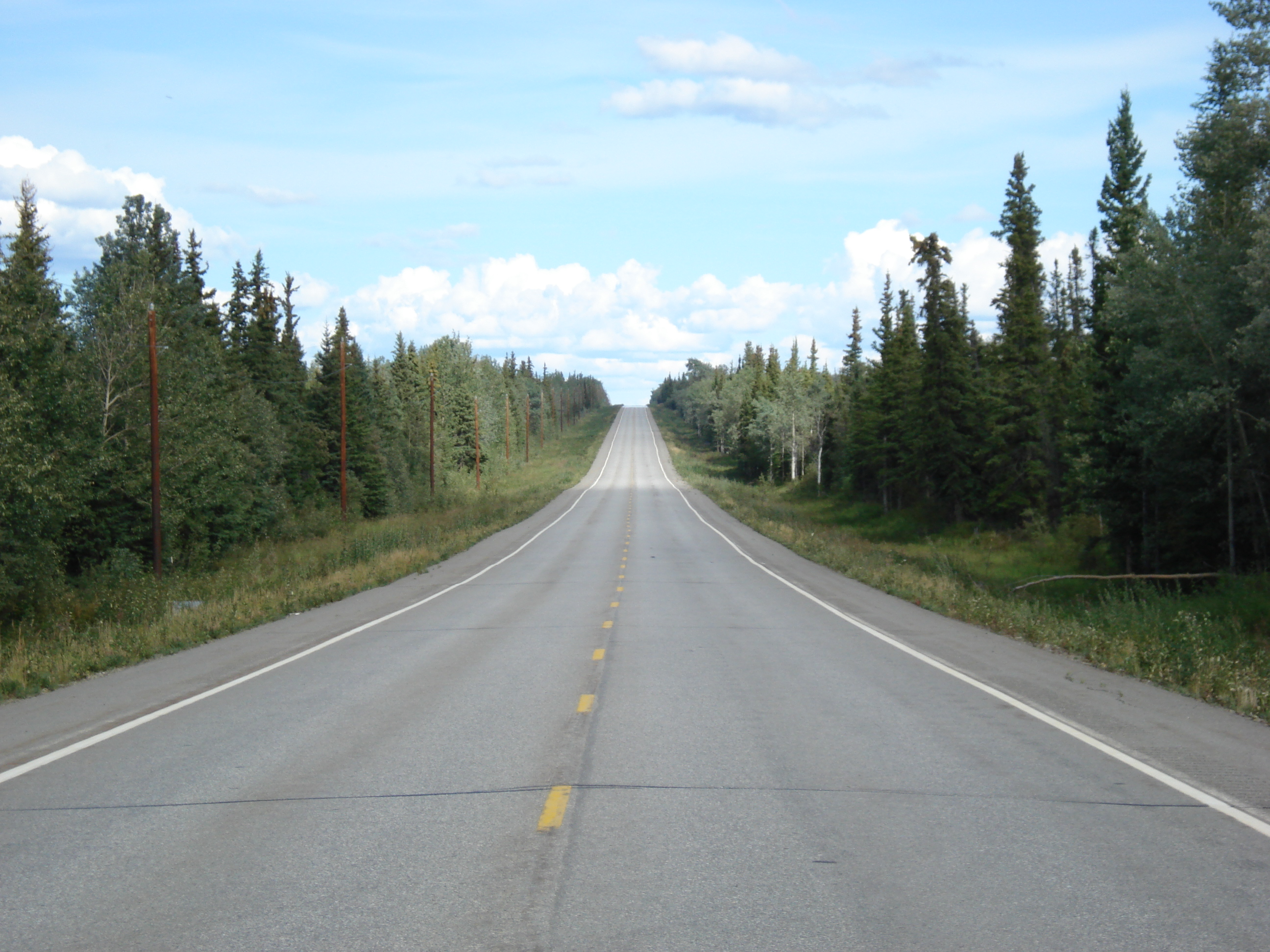
mijl 1337

In het najaar van 1942 waren er militaire plannen voor het vervoer van 1.000 ton goederen per dag over de weg. Een vloot van 1.400 vrachtwagens met elk een laadvermogen van 10 ton was hiervoor noodzakelijk. Een jaar later, als de weg het hele jaar door gebruikt kon worden, taxeerde het leger de capaciteit op 200.000 ton per maand, mits voldoende vrachtwagens en personeel beschikbaar was. Deze doelstellingen zijn nooit bereikt vanwege praktische en strategische redenen. Er waren onvoldoende zware vrachtwagens, alleen voertuigen met een laadvermogen van 2,5 ton waren beschikbaar. Verder verminderde de dreiging van een Japanse aanval en meer scheepsruimte kwam beschikbaar aan het begin van 1943. Het idee om via Alaska militaire goederen, anders dan vliegtuigen, aan de Sovjet-Unie te leveren verdween uit de militaire planning. Ten slotte was de route onbruikbaar voor de ondersteuning van de militaire operaties tegen de Japanners op de Aleoeten. Het meest werd de weg gebruikt door de bouwondernemingen die aan de weg zelf en aan de vliegvelden langs de route werkten. De vliegvelden waren zeer belangrijk; in totaal zijn 14.000 Amerikaanse vliegtuigen aan de Sovjet-Unie geleverd in de Tweede Wereldoorlog, waarvan ongeveer 8.000 langs de route van de Alaska Highway zijn gevlogen.
In het eerste kwartaal van 1943 vervoerde het leger zo'n 7.500 ton goederen tussen Dawson Creek en Alaska. In het tweede kwartaal lag het transport bijna helemaal stil; zware regenval en dooi maakten de weg onbruikbaar. In de zomer namen de activiteiten toe en in september 1943 werd een record van 26.000 ton over de weg vervoerd. In heel 1943 werd 134.000 ton vervoerd, maar dit is exclusief de lading voor de civiele ondernemingen. Voor de winter van 1943-44 was de weg klaar. Veel aannemers vertrokken en het leger gebruikte bijna uitsluitend schepen voor het transport. Het vervoer over de weg daalde gestaag en aan het eind van de oorlog werd ze nauwelijks nog gebruikt. Op 1 april 1946 werd het Canadese gedeelte van de Alaska Highway overgedragen aan Canada. In 1948 werd de weg opengesteld voor civiel verkeer.

## Naslagwerken
- (en)  U.S. Army in World War II, The Transportation Corps: Operations Overseas, van J. Bykofsky en H. Larson, Office of the Chief of Military History, Department of the Army, Washington DC, 1957. Bladzijden: 57-64
- (en)  The Trail of '42, a pictoral history of the Alaska Highway, van Stan Cohen, Pictoral Histories Publishing Company, Missoula, Montana, ISBN 978-0933126060